# BioMarin Pharmaceutical

BioMarin Pharmaceutical est une entreprise de biotechnologie américaine produisant notamment la tétrahydrobioptérine et l'amifampridine. Elle est basée à Novato en Californie.

## Histoire
En novembre 2014, BioMarin acquiert Prosensa Holding, une entreprise hollandaise spécialisée dans les traitements des maladies rares, pour 840 millions de dollars.

## Activités

### Activités de lobbying
Selon le Center for Responsive Politics, les dépenses de lobbying de BioMarin aux États-Unis s'élèvent en 2017 à 1 070 000 dollars.
BioMarin est inscrit depuis 2017 au registre de transparence des représentants d'intérêts auprès de la Commission européenne. Il déclare en 2017 pour cette activité des dépenses annuelles d'un montant compris entre 100 000 et 200 000 euros.
Pour l'année 2017, BioMarin déclare à la Haute Autorité pour la transparence de la vie publique exercer des activités de lobbying en France, mais n'a cependant pas déclaré, comme il était légalement tenu de le faire avant le 30 avril 2018, l'ensemble de ses activités et les montants engagés.

## Actionnaires
Liste de principaux actionnaires au 15 novembre 2019:
| Capital Research & Management (Global Investors) | 11,0% |
| The Vanguard Group                               | 8,79% |
| PRIMECAP Management                              | 7,96% |
| Jennison Associates                              | 4,64% |
| Baker Bros. Advisors                             | 4,23% |
| ClearBridge Investments                          | 3,33% |
| Sands Capital Management                         | 3,19% |
| Sabby Capital                                    | 2,79% |
| SSgA Funds Management                            | 2,61% |
| BlackRock Fund Advisors                          | 2,59% |